# Hauptabteilung Wirtschaftliche und Soziale Angelegenheiten der Vereinten Nationen
Die Hauptabteilung Wirtschaftliche und Soziale Angelegenheiten der Vereinten Nationen (UN DESA, United Nations Department of Economic and Social Affairs) ist Teil des UN-Sekretariats und verantwortlich für die Bereiche nachhaltige Entwicklung (insbesondere die Ziele für nachhaltige Entwicklung), Bevölkerungsentwicklung und Entwicklungshilfe. Sie wurde 1997 gegründet und arbeitet mit Regierungen und Stakeholdern zusammen, um Länder zu unterstützen, ihre ökonomischen, sozialen und ökologischen Ziele zu erreichen. Der Sitz ist New York City.
Die Hauptabteilung verfügt über zehn Abteilungen:
- Abteilung für die Ziele nachhaltiger Entwicklung (Division for Sustainable Development Goals)
- Abteilung Bevölkerungsfragen (Population Division)[6]
- Abteilung für öffentliche Institutionen und digitale Regierung (Division for Public Institutions and Digital Government)
- Abteilung für inklusive soziale Entwicklung (Division for Inclusive Social Development)
- Statistikabteilung (Statistics Division)[6]
- Abteilung für ökonomische Analyse und Politik (Economic Analysis and Policy Division)
- Waldforum der Vereinten Nationen (United Nations Forum on Forests)
- Büro für zwischenstaatliche Unterstützung und Koordinierung für nachhaltige Entwicklung (Office of Intergovernmental Support and Coordination for Sustainable Development)
- Büro für die Finanzierung nachhaltiger Entwicklung (Financing for Sustainable Development Office)
- Verwaltungsbüro für die Hilfe zur Selbsthilfe (Capacity Development Programme Management Office)